# 内布扎
内布扎（法語：Nébouzat，法語發音：[nebuza]）是法国多姆山省的一个市镇，位于该省中西部，属于克莱蒙费朗区。

## 地理
内布扎（45°42'56"N, 2°54'18"E）面积21.62 平方千米，位于法国奥弗涅-罗讷-阿尔卑斯大区多姆山省，该省份为法国中南部省份，北起阿列省接壤，东临卢瓦尔省，南至上盧瓦爾省和康塔爾省，西接科雷兹省和克勒兹省。
与内布扎接壤的市镇（或旧市镇、城区）包括：欧里耶尔、艾达、奥尔比、奥尔西瓦勒附近圣博内、圣热内斯尚帕内勒。

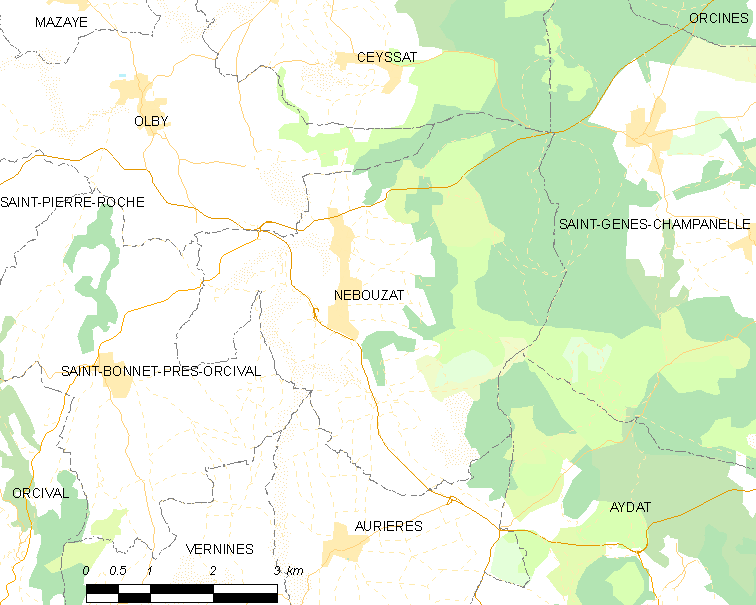
内布扎的OSM定位图

内布扎的时区为UTC+01:00、UTC+02:00（夏令时）。

## 行政
内布扎的邮政编码为63210，INSEE市镇编码为63248。

## 政治
内布扎所属的省级选区为奥尔西讷县。

## 人口

1962-2008年间内布扎人口变化图示

内布扎于2022年1月1日时的人口数量为865人。